# Royal Opera House
Royal Opera House är ett operahus i London-området Covent Garden och räknas till en av världens ledande operascener. Byggnaden är hem för The Royal Opera, The Royal Ballet och för The Orchestra of the Royal Opera House. Huset uppfördes 1856–1858 och renoverades senast 1990.
Covent garden-teatern öppnades 1732 och försökte under 1700-talet förgäves tävla med Drury Lane Theatre om rangen som Englands främsta dramatiska scen. Under John Kembles ledning 1803–17 upplevde teatern sin glansperiod. Byggnaden brann 1808, återöppnades 1809, och blev från 1847 operahus. Byggnaden brann på nytt 1856, men 1858 öppnades åter ett nytt operahus på dess plats.

## Chefsdirigenter sedan 1946
- Karl Rankl 1946–1951
- 1952–1955 vakant
- Rafael Kubelik 1955–1958
- 1959–1960 vakant
- Georg Solti 1961–1971
- Colin Davis 1971–1986
- Bernard Haitink 1987–2002
- Antonio Pappano 2002–idag